# 夜明けの門
座標: 北緯54度40分28秒 東経25度17分22秒 / 北緯54.67444度 東経25.28944度

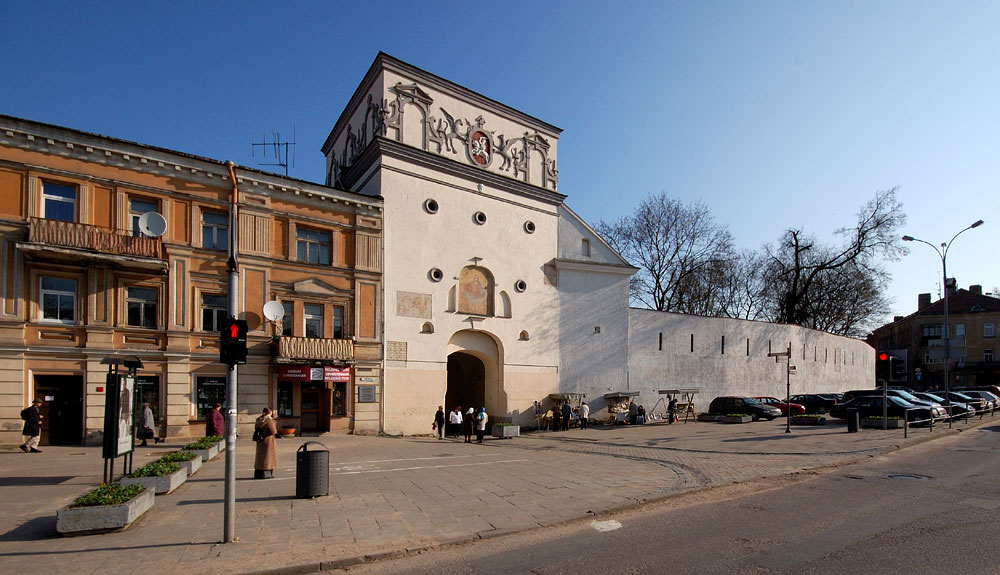
夜明けの門

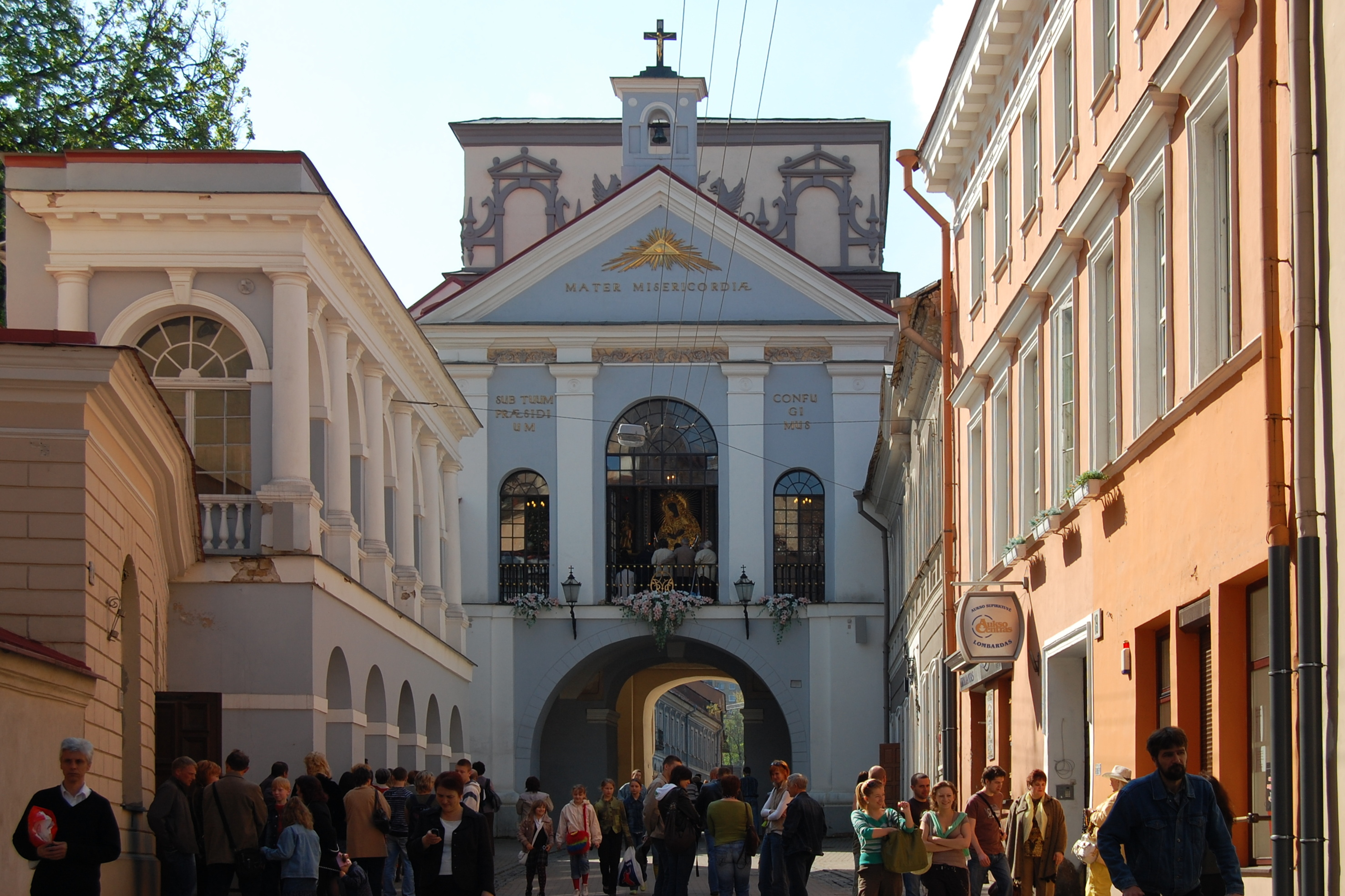
旧市街地の内側から見た夜明けの門

夜明けの門（よあけのもん、リトアニア語: Aušros Vartai、ポーランド語: Ostra Brama、ベラルーシ語: Вострая Брама）は、1503年から1522年にかけてリトアニア大公国の首都ヴィリニュスに作られた、城壁の一部である。

## 概要
元々は、ヴィリニュスの南にあるクレヴァ (Krėva) 城（現・ベラルーシ領）およびメディニンカイ (Medininkai) 城に続く門であったことから「クレヴァ門」や「メディニンカイ門」と呼ばれていた。「夜明けの門」と呼ばれるようになったのは20世紀になってからのことである。街に9つあった門のうち現存しているのはこの門だけであり、他の8つの門はすべて18世紀末に当局の指示によって壊された。

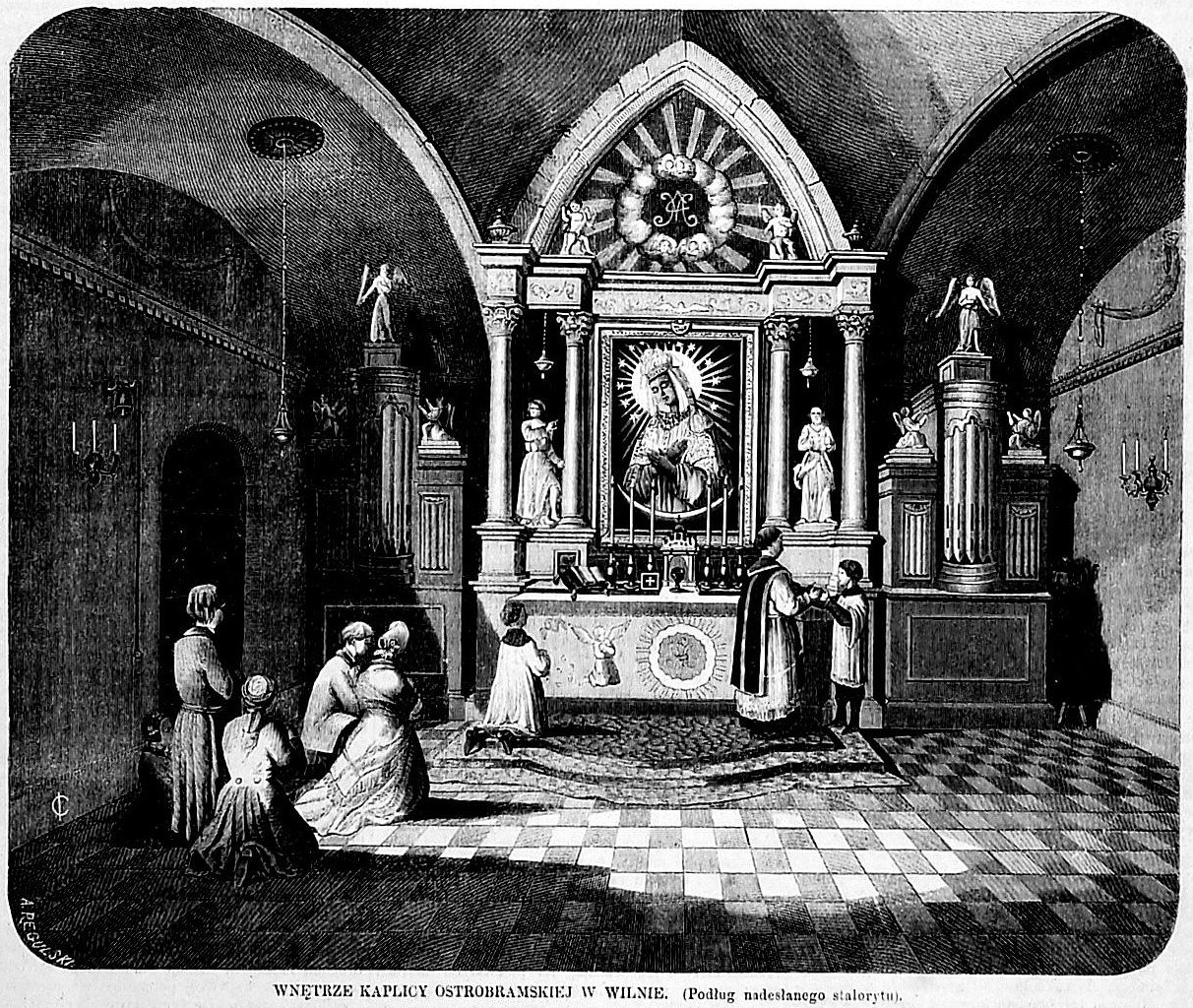
内部のチャペルの様子（1864年）

16世紀、攻撃から街を守り旅行者を祝福することを目的に、宗教的なモニュメントが門の内部に作られることとなった。門の中のチャペルには聖マリアの肖像があり、奇跡を起こすと言われていた。数世紀にわたってこの肖像は街のシンボルの1つであり続け、カトリック教徒と正教徒の双方から崇敬されてきた。神への贈り物が数千個壁に飾られており、海外からも多くの巡礼者が祈りに来る。またミサはリトアニア語とポーランド語で行われる。

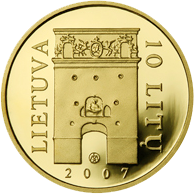
夜明けの門が描かれた10リタス記念金貨

1993年9月4日、ローマ教皇ヨハネ・パウロ2世が夜明けの門の中にあるチャペルでロザリオの祈りを捧げた。

## ギャラリー

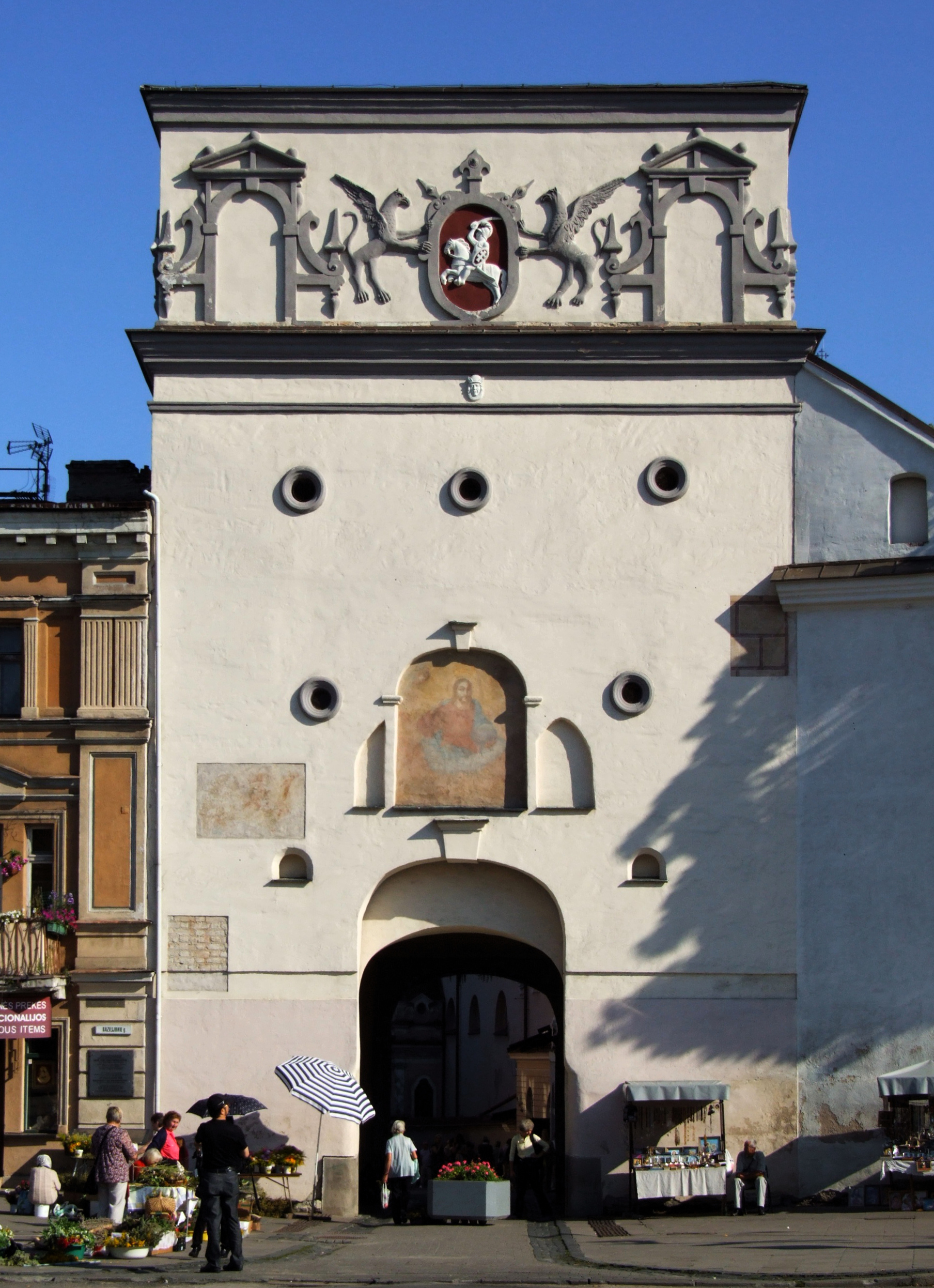
南側（旧市街の外側）から見た夜明けの門
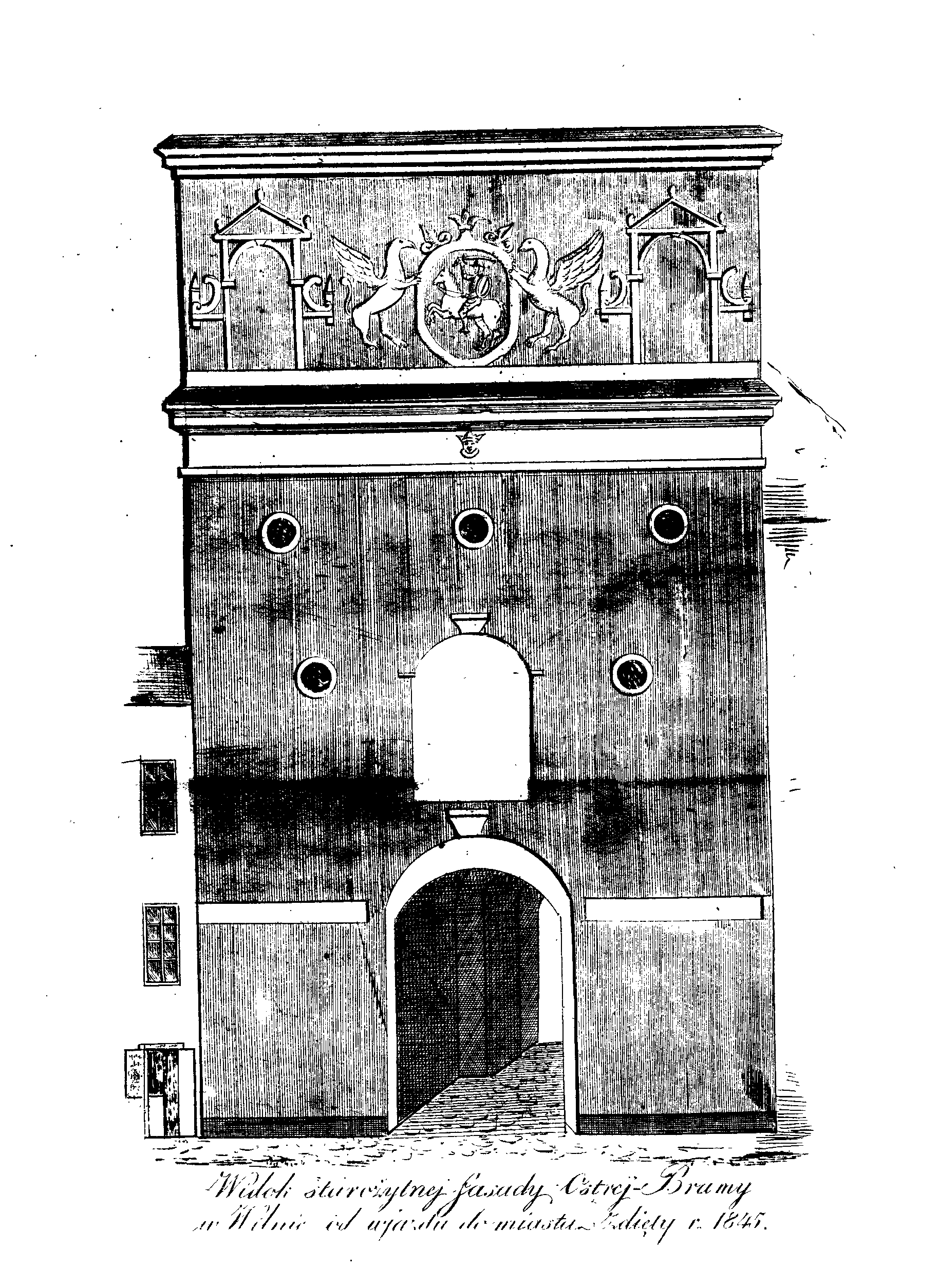
南側の様子（1845年）
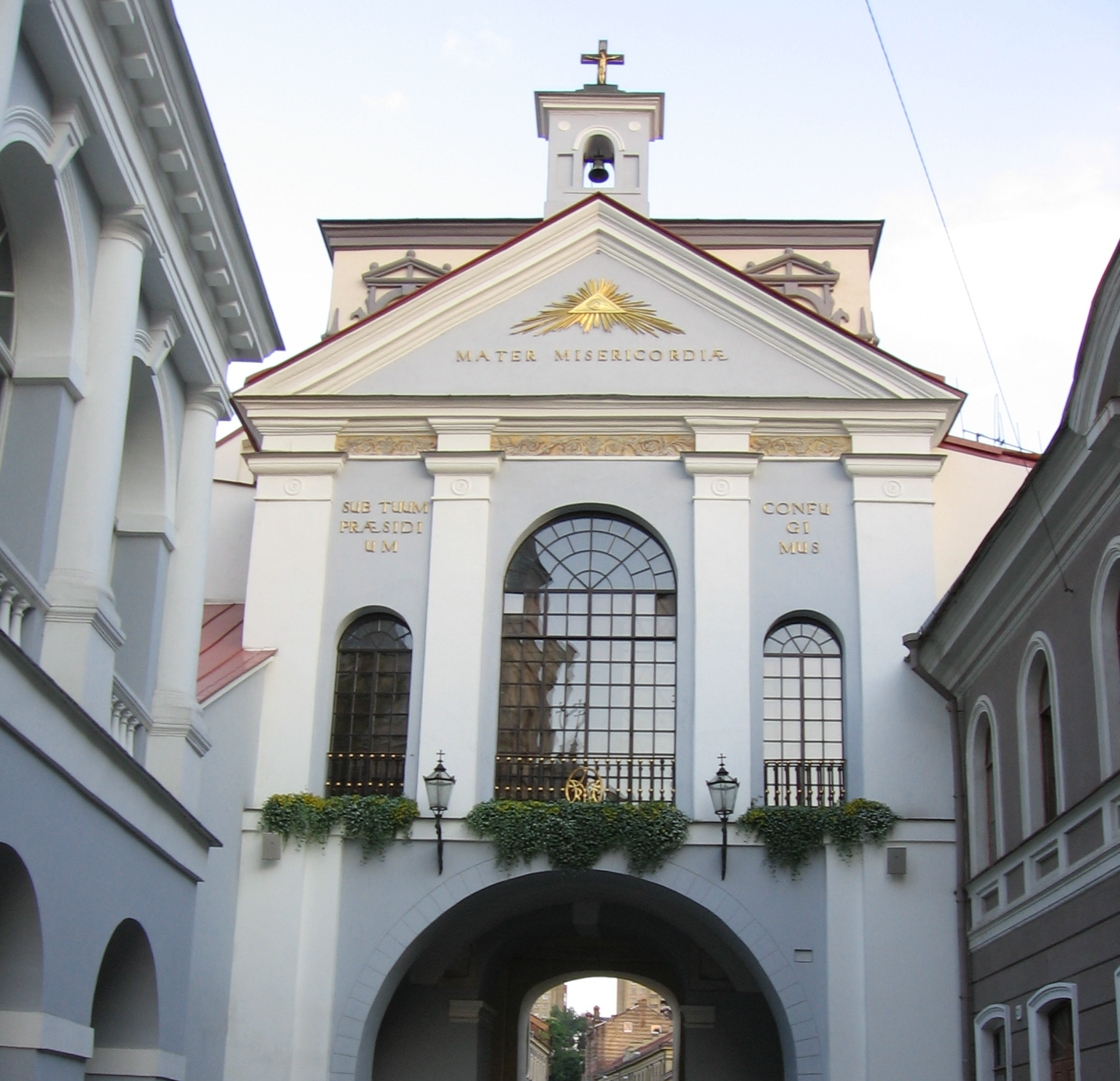
夜明けの門の中にあるチャペル（2005年）
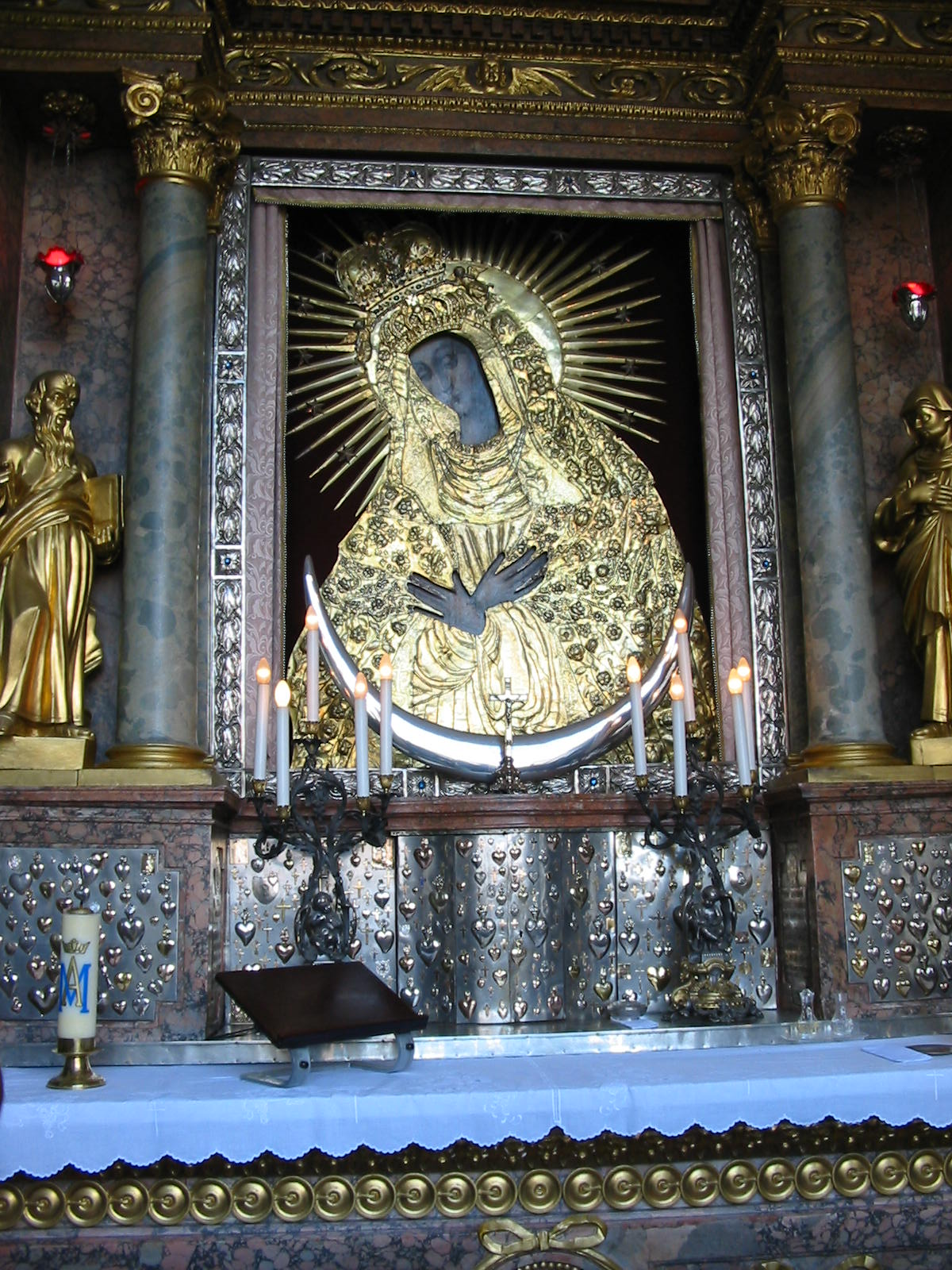
聖母マリアの肖像画